# Помпоко: Война тануки
Помпоко: Война тануки в период Хэйсэй (яп. 平成狸合戦ぽんぽこ Хэйсэй тануки гассэн помпоко) — полнометражный аниме-фильм студии Ghibli, вышедший в 1994 году. Режиссёром и сценаристом выступил Исао Такахата.

## Сюжет
Современная Япония. Владения людей всё больше расширяются, и они, вырубая леса, постепенно лишают мест обитания народ тануки — енотовидных собак-оборотней. Чтобы сохранить свой дом на холмах в предместьях Южного Токио, молодые тануки активно практикуются в искусстве превращения. 
Подготовленные гонцы отправляются за помощью от известных тануки-мастеров магии. Тануки изучают людей, демонстрируют сверхъестественные способности, уничтожают технику, расчищающую лес для новостроек. Однако помощь от мастеров задерживается, а к тануки обращается представитель лис-оборотней, которые смогли приспособиться к жизни среди людей.

## Исторический контекст
В 1950-х годах началось активное развитие Токио и Иокогамы, что привело к образованию Токийской агломерации. Местность, известная, как холмы Тама была выбрана для застройки и создания новых городских районов. В 1965 году был создан проект, известный, как «Новый город Тама» (одной из его частей стал город Тама). Именно данный процесс — уничтожение природной зоны и массовая застройка — отражен в самом фильме, и служит его главным конфликтом, который иллюстрируется, как столкновение активно развивающегося мира людей и традиционного мира тануки. 

## Персонажи
| Персонажи    | Сэйю             |
| ------------ | ---------------- |
| Сёкити       | Нономура Макото  |
| Окиё         | Исида Юрико      |
| Сэйдзаэмон   | Мики Норихэй     |
| Ороку-баба   | Киёкава Нидзико  |
| Гонта        | Идзумия Сигэру   |
| Инугами-гёбу | Асия Ганносукэ   |
| Бунта        | Мурата Такэхиро  |
| Понкити      | Хаясия Кобухэй   |
| Рютаро       | Фукудзава Акира  |
| Сасукэ       | Хаясибара Мэгуми |
| Рассказчик   | Коконтэй Синтё   |
| Офуку        | Мидзухара Рин    |

## Награды
| Год  | Номинация                        | Премия                                              |
| ---- | -------------------------------- | --------------------------------------------------- |
| 1994 | Лучший анимационный фильм        | Майнити                                             |
| 1995 | Лучший полнометражный мультфильм | Международный фестиваль анимационных фильмов в Анси |
| 1995 | Специальный приз                 | Премия Японской киноакадемии                        |